# 阿薩姆斯一世
阿薩姆斯一世（公元前260年－前228年在任），是亞美尼亞王國奥隆提德王朝國王。 

## 參看
- 亞美尼亞王國

| 前任： 薩姆斯一世 | 亞美尼亞王國國王 前260年－前228年 | 繼任： 奥隆提德四世 薛西斯 |